# Kozioł ofiarny

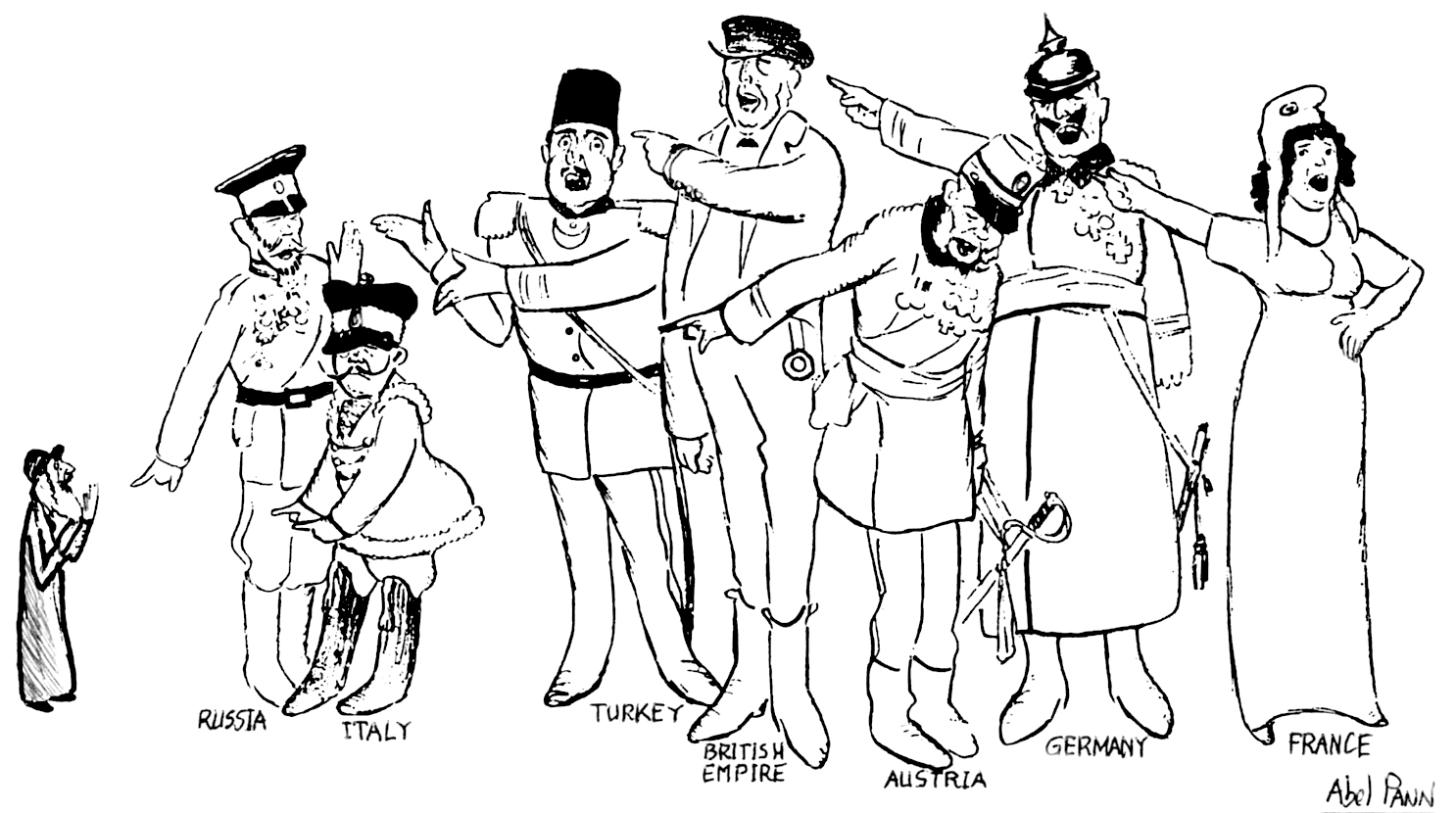
Żydzi jako „kozioł ofiarny i czarna owca Europy”, Abel Pann, 1915

Kozioł ofiarny – jeden z kluczowych mechanizmów antropologicznych występujący prawdopodobnie we wszystkich kulturach. Mechanizm ten polega na tym, iż grupa społeczna w momencie kryzysu, dezintegracji czy zagrożenia, by powrócić do stanu utraconej równowagi, obiera sobie ofiarę, która staje się obiektem zbiorowej agresji całej grupy. Agresja ta grupy ma na celu uśmiercenie bądź różnego rodzaju wykluczenie ofiary (wypędzenie, wykluczenie symboliczne – np. opaski z „gwiazdą Dawida” lub przezwiska w grupie rówieśniczej). Grupa wmawia sobie bowiem, że ofiara ta ponosi winę za nieszczęście lub zagrożenie, które doprowadziło do kryzysu, dezintegracji grupy.
Poszczególne kultury różnią się między sobą pod względem skłonności do stosowania mechanizmu kozła ofiarnego, niektóre stosują go bardzo często i na wielką skalę (są często monolityczne, a nawet podświadomie niepewne swojej tożsamości), inne posuwają się do niego niezwykle rzadko, unikają skrajnych form mechanizmu (są to zwykle kultury otwarte, pluralistyczne, które znajdują konstruktywne role społeczne dla różnego rodzaju odmieńców).

## Charakterystyka mechanizmu

### Potencjalne ofiary
Kozłem ofiarnym może być:
- osoba pojedyncza (np. Sokrates i jego słynny proces)
- cała grupa społeczna, etniczna, religijna (np. chrześcijanie w starożytnym Rzymie, Żydzi w Trzeciej Rzeszy)

Cechy, które powodują, że wybór grupy pada na daną osobę (osoby):
- obce pochodzenie (etniczne, klasowe itp.)
- ekstremalna odmienność fizyczna (kolor skóry, niesłychana brzydota lub nadzwyczajna uroda, niepełnosprawność, niskorosłość lub przeciwnie – gigantyzm itp.)
- szczególnie spektakularna choroba, której nie sposób ukryć (np. choroby psychiczne lub epilepsja)
- ekstremalna pozycja społeczna (bardzo wysoka – np. wysokie urodzenie, bogactwo, sława; bardzo niska – np. żebracy; żyjąca osobno – np. gmina żydowska, mnich czy pustelnik)
- złamanie tabu religijnego lub jakieś religijne odstępstwo (wyznawanie innej religii, niesumienne praktykowanie religii, itp.)
- złamanie tabu seksualnego, związanego z prokreacją, lub choćby tylko przekonanie grupy o złamaniu takiego tabu przez jednostkę (czy więcej ludzi); dotyczy np. kazirodztwa, homoseksualizmu (w społecznościach, które nie akceptują takich praktyk), rozwiązłości seksualnej (kobieta jest tu w gorszej sytuacji, gdyż wiele kultur jako rozwiązłość traktuje takie ich zachowania, które u mężczyzn akceptuje, a nawet chwali, np. sukcesy w uwodzeniu); przekonanie o zabijaniu dzieci mieści się w tej orbicie;
- odmienność seksualna (transpłciowość, interpłciowość, homoseksualizm), ale też niekiedy obrzezanie, dziewictwo lub wdowieństwo;

Każda grupa jest w stanie znaleźć kozła ofiarnego, gdy czuje taką potrzebę, zarówno cała grupa etniczna, cały naród, jak też społeczności lokalne, mieszkańcy jednej wsi czy osiedla, lub też uczniowie w klasie. Im więcej jednak powyższych warunków spełnia osoba lub osoby, tym łatwiej i częściej staje się kozłem ofiarnym. Gdy jednak w pogrążonej w kryzysie grupie brakuje osób, które kumulowałyby kilka tych cech, wystarczyć może jedna z nich lub jakakolwiek cecha wyróżniająca.

### Występowanie mechanizmu
Grupa szuka kozła ofiarnego w momencie kryzysu, którego przyczyną mogą być np.:
- Katastrofa naturalna (epidemia, klęska żywiołowa, etc.)
- Katastrofa gospodarcza
- Katastrofa polityczna (np. wojna, zagrożenie wojną, polityczna słabość struktur danej kultury)
- Poczucie jakiegoś zagrożenia: albo którąś z powyższych katastrof, albo nadchodzącym końcem świata czy gniewem bogów, albo zagrożenia dla tożsamości grupy (np. przez kulturową dominację jakiejś grupy z zewnątrz), etc.

## Przykłady działania mechanizmu
Mechanizm może mieć postać zinstytucjonalizowanego rytuału, zorganizowanych posunięć politycznych, ale też dokonywać się za sprawą spontanicznych wybuchów całej grupy. Przykłady w historii:
- Ofiary z ludzi w niektórych kulturach starożytnych. Składano je np. w celu przebłagania zagniewanych bogów, np. z dziewic (ekstremalny stan seksualny) strącanych ze skały.
- Pogromy Żydów. Żydzi spełniają kilka warunków, które wydawały ich na pastwę mechanizmu: podkreślali swoją odmienność religijną i etniczną; byli uważani za tych, którzy zabili Chrystusa czyli Boga (tabu religijne); obrzezanie to odmienność seksualna. Pogromy w średniowieczu zwykle wybuchały w okresach epidemii lub załamania gospodarki.
- Procesy czarownic. Oskarżenia o czary łączyły się z przekonaniem o seksualnym wyuzdaniu tych kobiet, o kontaktach seksualnych z szatanem (złamane tabu zarówno w odniesieniu do religii, jak i do seksualności), argumentem były dziwne znamiona lub rude włosy (odmienność fizyczna), etc.
- Noc św. Bartłomieja
- Egzekucje rodziny królewskiej i arystokratów w czasie rewolucji angielskiej, rewolucji francuskiej i rewolucji październikowej.
- Holocaust i obozy koncentracyjne. Niemcy, upokorzeni klęską w I wojnie światowej, którą w znacznym stopniu sami rozpętali, a następnie skutkami Wielkiego Kryzysu Gospodarczego, dokonali zbiorowej projekcji własnych win na Żydów i inne mniejszości.

## Ofiara z kozła w judaizmie i religiach starożytnych

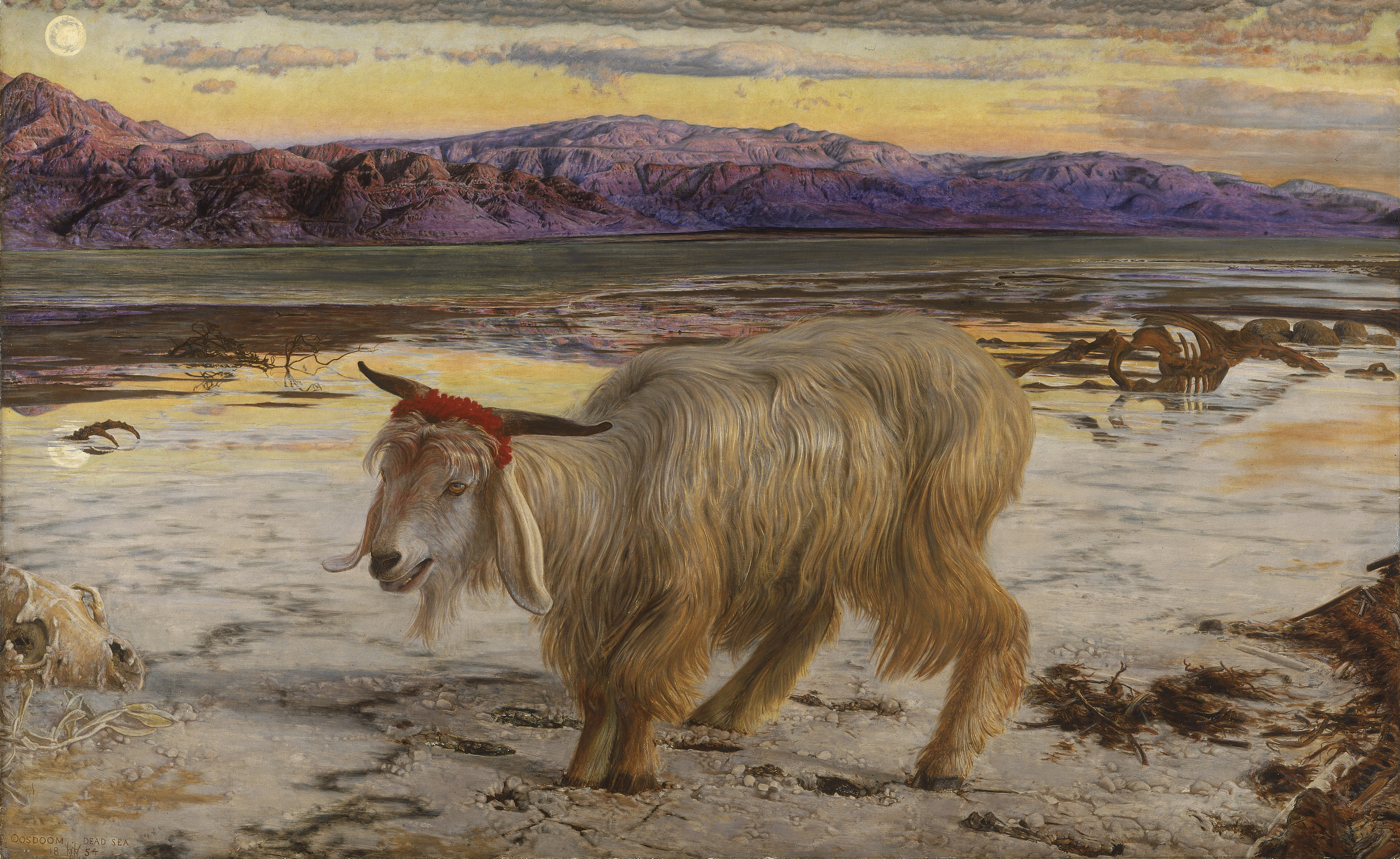
Kozioł ofiarny, William Holman Hunt, 1854

Metaforyczna nazwa mechanizmu pochodzi z całkiem dosłownej starożytnej tradycji judaistycznej, w której społeczność projektowała swoje winy na przeznaczone na krwawą ofiarę zwierzę. Kapłan świątyni w Jerozolimie kropił kilkakrotnie różne miejsca w jej wnętrzu krwią złożonych w ofierze byka i kozła, a następnie kładł rękę na głowie specjalnie wybranego kolejnego kozła, na którego przenosił winy całego ludu, wypowiadając je. Wybierano też człowieka, który ma zabrać kozła na pustynię. Człowieka tego w tradycji judaistycznej nazywano isz iti. Według Talmudu, traktatu Joma 39a.67b, zabierał on kozła nad skalne urwisko, przywiązywał czerwoną wstążkę do jego rogów, jej drugi kawałek przywiązywał do skały urwiska, a następnie spychał kozła tyłem w przepaść; praktyka ta nie jest opisana w samej Biblii. Działo się to w święto Jom Kipur; obecnie w ultraortodoksyjnych grupach zdarza się, że w dniach pomiędzy Rosz ha-Szana a Jom Kipur składa się ofiarę z koguta (kaparot), pełniącą podobną funkcję.
Praktyka kozła ofiarnego nie była wyjątkowa dla religii Izraela, lecz podobne rytuały eliminacji istniały w religiach anatolijskich i mezopotamskich. Zdaniem Bernda Janowskiego i Gernota Wilhelma praktyka ta ma korzenie w południowej Anatolii lub północnej Syrii, a stamtąd rozprzestrzeniła się do Syropalestyny i obszaru jońsko-greckiego. Historycy starożytni informują o odprawianiu rytuału wypędzenia kozła ofiarnego w Atenach i obszarze jońsko-attyckim w czasie Targeliów, świąt poświęconych Apollinowi.

## Możliwe wyjaśnienia mechanizmu kozła ofiarnego

### Podejście psychoanalizy
Z punktu widzenia psychoanalizy osoba lub grupa projektuje na kozła ofiarnego cechy, które wypiera, których nie akceptuje w sobie samym, lub wręcz własne winy, z którymi nie może się pogodzić. Chce je pokonać przez przeniesienie na kogoś innego. Następnie doprowadza do wypędzenia go, wykluczenia lub zabicia. Im większą zbrodnię popełnia się wobec kozła ofiarnego, tym większe zbrodnię, dla usprawiedliwienia, kozłowi się przypisuje.

### Podejście antropologii filozoficznej
Pochodzenie religii z mordu kolektywnego
Francuski antropolog filozoficzny, René Girard, jest zdania, że mechanizm ten jest źródłem wszelkich religii. Podejmuje tu wątek, który pierwszy zaproponował Zygmunt Freud (był on zdania, że judaizm zaczął się od kolektywnego mordu dokonanego na Mojżeszu przez Izraelitów, którzy następnie wymazali to zdarzenie ze zbiorowej pamięci). Girard twierdzi, że każda religia wzięła się u zarania ze zbiorowego mordu dokonanego na koźle ofiarnym, wedle następującego modelu:
- Po dokonaniu mordu społeczność jest w szoku, że go dokonała.
- Kryzys, który doprowadził do zabicia kozła ofiarnego, w końcu, siłą rzeczy, przechodzi; tworzy się poczucie, że to zabicie jednak pomogło w rozwiązaniu kryzysu.
- Skoro zabicie pomogło, to znaczy, że kryzys naprawdę był spowodowany winą kozła ofiarnego; kryzys przeszedł po zabiciu przyczyny zła;
- Zabity kozioł ofiarny był przyczyną zła, ale z drugiej strony umierając uratował grupę; dlatego ulega sakralizacji i staje się bogiem;
- Na tej podstawie tworzą się normy moralne religii, które zaczynają się od zakazania tego, czym rzekomo zawinił kozioł ofiarny;
- Żeby jednak zachować stan społecznej i kulturowej równowagi, trzeba od czasu do czasu powtórzyć akt zabicia kozła ofiarnego. Stąd rytualne zabijanie ludzi w najstarszych religiach.
- Normy moralne się jednak rozwijają i sublimują; kultura stopniowo tuszuje pamięć inicjalnego mordu kolektywnego będącego podstawą religii, zastępuje go konstrukcjami symbolicznymi; w rytuałach odchodzi się od ofiar z ludzi – na rzecz ofiar ze zwierząt, a następnie ofiar symbolicznych.

Kozioł ofiarny a Ewangelie
Chrześcijaństwo również zaczęło się od zbiorowego mordu dokonanego na Jezusie Chrystusie w okresie ogromnych niepokojów społecznych i poczucia zagrożenia. Dla Girarda najbardziej niezbitym dowodem, że chodziło o mechanizm kozła ofiarnego jest zdanie Kajfasza: Lepiej zabić jednego, niż żeby wszyscy zginęli.
Różnica jednak polega na tym, że – zdaniem Girarda – inne religie i ich mity założycielskie są opowiedziane z punktu widzenia zabójców i wina kozła ofiarnego nie jest w nich podawana w wątpliwość. Ewangelie natomiast nie uwieczniają mechanizmu, tylko go demaskują: są napisane niejako ze strony ofiary, której brak winy jest podkreślany ustawicznie. Jego analiza wykazuje, że jest to podstawowa treść tych utworów. Dla Girarda jest to wyjaśnienie, dlaczego w cywilizacji Zachodu jako pierwszej mechanizm kozła ofiarnego został uznany za etycznie niedopuszczalny.

### Podejście psychologii ewolucyjnej
Psychologia ewolucyjna przyjmuje, że psychika człowieka kształtowała się przez miliony lat ewolucji. Dziś człowiek żyje jednak w odmiennym środowisku, od tego w którym żył i do którego się przystosował. Wielu badaczy sądzi, że przez miliony lat ludzie żyli w niewielkich grupach na terenach o charakterze sawanny. Przemiany środowiska i kultury ludzkiej jakie nastąpiły w ostatnim okresie były, w skali milionów lat, zbyt „błyskawiczne” by psychika ludzka mogła się w tym czasie istotnie zmienić. W tym kontekście Barbara Ehrenreich w swojej publikacji Rytuały krwi stawia hipotezę, zgodnie z którą ludzie (bez względu w jakiej kulturze żyją) wykazują wrodzoną dyspozycję do rytualnego składania ofiar, w szczególności do składania ofiary z „kozła ofiarnego” (najlepiej z ludzi lub w postaci zwierzęcego substytutu zawsze jednak z pokarmu mięsnego). Zdaniem autorki wynika to z warunków życia w jakich człowiek żył na przestrzeni wielu milionów lat ewolucji. Prowadząc życie na dość otwartej przestrzeni narażony był (podobnie jak inne naczelne obserwowane współcześnie) na liczne niebezpieczeństwa z czego jednym z najistotniejszych zagrożeń były ataki zwierząt mięsożernych. Skłonność do poszukiwania ofiary w postaci „kozła ofiarnego” czy też do praktykowania rytuału składania ofiary wykształciła się więc na drodze przystosowania ewolucyjnego. Te grupy, społeczności ludzi, które w obliczu niebezpieczeństwa potrafiły zapobiec dalszemu rozlewowi krwi poprzez poświęcenie któregoś z członków swojej społeczności miały po prostu dużą większą szansę przetrwania w takich okolicznościach. Autorka przypuszcza, że ludzie byli wówczas stale narażeni na ataki groźnych drapieżników (na przykład tygrysów szablozębnych, lampartów, gepardów, przodków lwa i wielu innych zwierząt mięsożernych, których liczba była w okresie paleolitu znacząco większa niż kiedykolwiek później). Zgodnie z taką logiką skłonność do szukania „kozła ofiarnego” to swoisty mechanizm obronny, który nasila się najbardziej w sytuacji poczucia np. bliżej nieokreślonego zagrożenia i kieruje się na osoby najbardziej odmienne lub słabe (tak by pula „samolubnych” genów społeczności najbliżej spokrewnionych ucierpiała jak najmniej).